# Libnotes greenwoodi
Libnotes greenwoodi là một loài ruồi trong họ Limoniidae. Chúng phân bố ở miền Australasia.